# سیارک ۲۰۹۱۰۷
سیارک ۲۰۹۱۰۷ (به انگلیسی: 209107 Safranek، نامگذاری:2003SF119)۲۰۹۱۰۷مین سیارک کشف شده‌است که در ۱۶ سپتامبر ۲۰۰۳ کشف شد.